# Centerville (Texas)
Centerville é uma cidade localizada no estado norte-americano de Texas, no Condado de Leon.

## Demografia
Segundo o censo norte-americano de 2000, a sua população era de 903 habitantes.
Em 2006, foi estimada uma população de 955, um aumento de 52 (5.8%).

## Geografia
De acordo com o United States Census Bureau tem uma área de
3,8 km², dos quais 3,8 km² cobertos por terra e 0,0 km² cobertos por água. Centerville localiza-se a aproximadamente 159 m acima do nível do mar.

## Localidades na vizinhança
O diagrama seguinte representa as localidades num raio de 32 km ao redor de Centerville.